# Wingman
Wingman (ウイングマン?, Uinguman) è un manga di genere fantascientifico di Masakazu Katsura. Serializzato per 13 volumi su Weekly Shōnen Jump, dall'1983 all'1985, è stato successivamente adattato in una serie d'animazione di 47 episodi della Toei Animation.

## Trama
Il giovane Kenta Hirono sogna di poter essere un supereroe, come quelli di cui legge le gesta sui fumetti o quelli che egli stesso inventa e disegna. Addirittura Kenta si è creato un vero e proprio costume da paladino della giustizia, battezzandosi col il nome di "Wingman". Poi un giorno il destino gli fa incontrare la graziosa Aoi Yume, principessa del regno dei sogni Botorem, che ha con sé il magico "dream note", un blocchetto degli appunti dotato del potere di fare avverare i sogni qualunque cosa venga disegnata in esso. Kenta, per non farsi rimbrottare dalla gente a scuola, nelle vacanze, nei vari appuntamenti pomeridiani oppure serali e a casa, decide di rendere avverato il proprio sogno di diventare Wingman grazie al "dream note", ed insieme ad Aoi e alla sua amica di infanzia Miku, decidono di salvare Botorem dal terribile ed infido stregone degli incubi Rimeru, il cui fine ultimo è impadronirsi proprio del "dream note", ma senza successo anche con la sconfitta degli altri supercattivi degli incubi, suoi sottoposti. E mentre è impegnato a salvare sia la Terra, che il regno dei sogni Botorem, Kenta dovrà anche prendere una decisione su chi fra Miku e Aoi vuole avere per sempre al proprio fianco.

## Personaggi

Kenta Hirono trasformato in Wingman nella sigla di chiusura dell'anime

Kenta Hirono (広野健太?, Hirono Kenta) / Wingman (ウイングマン?, Uinguman)
Doppiato da: Ryō Horikawa (ed. giapponese), Sergio Luzi (ed. italiana)
Il protagonista della serie. È un giovane ragazzo che sogna di diventare un supereroe, come quelli di cui ama leggere le gesta sui fumetti oppure quelli che inventa e disegna. La sua passione è così grande che lo ha portato a creare un vero e proprio costume a tema, che ha battezzato "Wingman". Un giorno incontra Aoi Yume, la principessa del regno dei sogni Botorem, che tramite il suo "dream note" decide di rendere avverato il sogno di Kenta. Da quel momento nasce realmente Wingman, il paladino della giustizia, con la missione di salvare sia la Terra e Botorem dal malefico stregone degli incubi Rimeru e i suoi sottoposti. È una persona schietta e molto decisa in ciò che fa.
Aoy Yume (夢あおい?, Yume Aoi)
Doppiata da: Naoko Watanabe (ed. giapponese), Monica Ward (ed. italiana)
La graziosa e giovane principessa del regno dei sogni Botorem. È colei che ha reso realtà il sogno di Kenta tramite il "dream note", un blocchetto degli appunti dotato di realizzare qualsiasi desiderio vi sia disegnato. Chiede aiuto a Wingman per difendere la sua terra natia da Rimeru. È una ragazza emotiva, forte e rumorosa, ma che maturerà molto nel corso della storia finendo per essere quasi una sorella maggiore dei confronti dei suoi amici.
Miku Ogawa (小川美紅?, Ogawa Miku)
Doppiata da: Yōko Kawanami (ed. giapponese), Beatrice Margiotti (ed. italiana)
Amica d'infanzia di Kenta, si alleerà anche lei nella nobile missione di Wingman. Appartiene al club di ginnastica ritmica e perciò è molto agile. È una burikko, ovvero una persona dall'aspetto e comportamento infantili ma falsi, tanto da avere un lato audace che però non mostra mai al prossimo. Dalla metà della storia in poi crescerà fino a diventare una giovane forte e più sincera, sia verso sé stessa che con gli altri.

## Media

### Manga
Il manga, scritto e disegnato da Masakazu Katsura, è stato serializzato dal 4 gennaio 1983 al 27 agosto 1985 sulla rivista Weekly Shōnen Jump edita da Shūeisha. I vari capitoli sono stati raccolti in tredici volumi tankōbon pubblicati dall'agosto 1983 al settembre 1986.
In Italia la serie è stata pubblicata da Star Comics nella collana Dragon dal 1º maggio 2002 al 3 maggio 2003.

#### Volumi
| Nº | Data di prima pubblicazione | Data di prima pubblicazione | Data di prima pubblicazione |
| Nº | Giapponese                  | Giapponese                  | Italiano                    |
| -- | --------------------------- | --------------------------- | --------------------------- |
| 1  | agosto 1983                 | ISBN 4-08-851371-1          | 1º maggio 2002              |
| 2  | ottobre 1983                | ISBN 4-08-851372-X          | 1º giugno 2002              |
| 3  | 15 dicembre 1983            | ISBN 4-08-851373-8          | 3 luglio 2002               |
| 4  | 15 aprile 1984              | ISBN 4-08-851374-6          | 3 agosto 2002               |
| 5  | 15 luglio 1984              | ISBN 4-08-851375-4          | 3 settembre 2002            |
| 6  | 15 ottobre 1984             | ISBN 4-08-851376-2          | 3 ottobre 2002              |
| 7  | 15 gennaio 1985             | ISBN 4-08-851377-0          | 3 novembre 2002             |
| 8  | 15 maggio 1985              | ISBN 4-08-851378-9          | 3 dicembre 2002             |
| 9  | 15 settembre 1985           | ISBN 4-08-851379-7          | 3 gennaio 2003              |
| 10 | 15 dicembre 1985            | ISBN 4-08-851380-0          | 3 febbraio 2003             |
| 11 | 15 marzo 1986               | ISBN 4-08-851383-5          | 3 marzo 2003                |
| 12 | 15 giugno 1986              | ISBN 4-08-851384-3          | 3 aprile 2003               |
| 13 | settembre 1986              | ISBN 4-08-851385-1          | 3 maggio 2003               |

### Anime
Un adattamento anime, intitolato Yume senshi Wingman (夢戦士ウイングマン?, Yume senshi Uinguman, lett. "Wingman il guerriero dei sogni"), prodotto da Toei Animation e diretto da Tomoharu Katsumata, è stato trasmesso su TV Asahi dal 7 febbraio 1984 al 26 febbraio 1985 per un totale di 47 episodi. Il character design è di Yoshinori Kanemori mentre la colonna sonora è stata curata da Keiichi Oku. Il finale dell'anime è diverso da quel manga poiché quest'ultimo era ancora in corso di serializzazione, tuttavia la vera conclusione fu incisa successivamente su un drama LP dai doppiatori della serie. Le sigle d'apertura e chiusura sono rispettivamente I jigen Sutōrī (異次元ストーリー? lett. "La storia di un'altra dimensione") cantata da Popura e Wing Love (lett. "Amore alato") interpretata da Norimasa Yamanaka.
In Italia la serie, giunta con il semplice titolo Wingman, è stata pubblicata in DVD da Mondo Home Entertainment dal 25 ottobre 2002 al 12 dicembre 2003, e successivamente trasmessa su diverse emittenti locali private (tra cui Super 3, Telepuglia 9 e Telenapoli 34) a partire dall'inizio del 2004. Nell'edizione italiana sono state mantenute le sigle originali.

#### Episodi
| Nº | Titolo italiano Giapponese 「Kanji」 - Rōmaji                                                                           | In onda           | In onda  |
| Nº | Titolo italiano Giapponese 「Kanji」 - Rōmaji                                                                           | Giapponese        | Italiano |
| 1  | La ragazza in bikini che venne dal cielo 「空からどっきりビキニの娘」 - Sora kara dokiri bikini musume                  | 7 febbraio 1984   | 2004     |
| 2  | Aggrapparsi ai suoi fianchi 「ヒップにシッカとつかまって」 - Hip ni "shika" to tsukamata                                | 14 febbraio 1984  |          |
| 3  | Aoi e la sua avventura segreta 「ごっくんアオイと秘密の冒険」 - Dokun Aoi to no himitsu no boken                        | 21 febbraio 1984  |          |
| 4  | Il magnifico costume di Niko 「ステキな美紅のレオタード」 - Suteki na Miku no leotard                                   | 28 febbraio 1984  |          |
| 5  | Aoi scompare nel bagno 「バスルームで消えたアオイ」 - Bathroom de kieta Aoi                                             | 6 marzo 1984      |          |
| 6  | Come superare gli amori degli adulti 「大人の恋はドリムのピンチ」 - Otona no ai wa dorimu no pinchi                     | 13 marzo 1984     |          |
| 7  | Non levarti l'uniforme 「制服ぬいだらキケンな予感」 - Seifuku nuidara kiken na yokan                                    | 20 marzo 1984     |          |
| 8  | Un nuovo meraviglioso semestre 「二年になって大好き宣言」 - Ni nen ni natte dai suki sengen                             | 27 marzo 1984     |          |
| 9  | La nuova squadra di ginnastica 「燃えてみせます男の新体操」 - Moete misemasu otoko no shintaisou                        | 10 aprile 1984    |          |
| 10 | Promosso a pieni voti con Miku 「テストばっちり 美紅ちゃんと」 - Test bachiri Miku chan to                              | 17 aprile 1984    |          |
| 11 | Prendi il mio scherzo con amore 「恋が芽ばえるテレポート」 - Ai ga nebaeru teleport                                     | 24 aprile 1984    |          |
| 12 | Il mio primo bacio a Miku 「わっ! 美紅ちゃんと初キッス」 - Wa! Miku chan to hatsu kiss                                  | 8 maggio 1984     |          |
| 13 | L'amicizia perde colpi se c'è di mezzo una bella donna 「美少女からめば友情ぐらり」 - Bishojo kara mebare youtou gurari | 15 maggio 1984    |          |
| 14 | Il cuore infranto della signorina Matsuoka 「失恋しちゃった松岡先生」 - Shitsuen shichata Matsuoka senshi               | 22 maggio 1984    |          |
| 15 | L'alleato della giustizia è geloso 「正義の味方がシットめらめら」 - Seigi no mikata wa shitou "mera mera"               | 5 giugno 1984     |          |
| 16 | Il segreto è svelato 「見られちゃった二人の秘密」 - Mirarechata futari no himitsu                                       | 12 giugno 1984    |          |
| 17 | L'altro Wingman 「似すぎてタマげた!? 僕とボク」 - Nisugi tamageta!? Boku to "boku"                                      | 19 giugno 1984    |          |
| 18 | Il furto del quaderno dei sogni 「奪われた ドリムノート」 - Ubareta dream note                                          | 26 giugno 1984    |          |
| 19 | L'amore è capriccioso 「ちびっとトラブル恋模様」 - Chibito trouble koi moyo                                             | 10 luglio 1984    |          |
| 20 | Miku è in pericolo 「涙の中に美紅がいた!」 - Namida no naka ni Miku ga ita                                              | 17 luglio 1984    |          |
| 21 | Il quiz che passione 「クイズばっくん! はいポーズ」 - Quiz bakun! Hi pose                                               | 24 luglio 1984    |          |
| 22 | L'astuzia di Aoi 「美紅を襲った正義のヒーロー」 - Miku o osotta seigi no hero                                           | 31 luglio 1984    |          |
| 23 | Un insolito invito 「夕焼け空にアオイのため息」 - Yuyake no sora ni Aoi no tameiki                                      | 7 agosto 1984     |          |
| 24 | La forza dell'amore 「ずぶ濡れヨコハマ 夢みてラブ」 - Subenure yokohama yume mitte love                                 | 21 agosto 1984    |          |
| 25 | Bacio d'addio tra le lacrime 「涙のグッバイ・キッス」 - Namida no good bye kiss                                         | 28 agosto 1984    |          |
| 26 | La gelosia di Kenta 「ちぐはぐハートに愛が揺れ」 - Chigu hagu heart ni ai ga yure                                       | 4 settembre 1984  |          |
| 27 | Aoi viene tradita 「裏切りハートに愛が散る」 - Uragiri heart ni ai ga chiru                                             | 11 settembre 1984 |          |
| 28 | La metamorfosi di Miku 「わッ! 美紅ちゃんが変身した」 - Wa! Miku chan ga henshin shita                                  | 18 settembre 1984 |          |
| 29 | Una musica ammaliante 「誘惑ひろがる危険なメロディ」 - Yuwaku hirogaru kiken na melody                                  | 25 settembre 1984 |          |
| 30 | Il panico di Ria 「りろちゃんパニック!」 - Ryo chan panic                                                               | 9 ottobre 1984    |          |
| 31 | Incubi e sogni 「桃子ちゃんの初恋プレゼント」 - Momoko chan no hatsukoi present                                         | 23 ottobre 1984   |          |
| 32 | Passeggiata di mezzanotte 「夜中にドッキリ修学旅行」 - Younaka ni dokiri shugakuryoko                                   | 6 novembre 1984   |          |
| 33 | Kenta il divo 「可愛く変身ウイングガールズ」 - Kawayuku henshin wing gals                                               | 13 novembre 1984  |          |
| 34 | I ricordi di Aoi 「アオイさんに思い出あげたい」 - Aoi san ni omoide agetai                                              | 20 novembre 1984  |          |
| 35 | Ecco il Delta-End! 「お待たせ! 噂のデルタエンド」 - Omatasei! Uwasa no Deruto-Entou                                     | 27 novembre 1984  |          |
| 36 | Addio Miku 「美紅にサヨナラのメッセージ」 - Miku ni sayonara no message                                                 | 4 dicembre 1984   |          |
| 37 | Il tradimento di Reina 「キッスはおあずけデスマッチ」 - Kiss wa omezuke Death Match                                     | 11 dicembre 1984  |          |
| 38 | Aoi perde i suoi poteri 「アオイの超能力が消える日!」 - Aoi no chonoryoku ga kieru hi!                                  | 18 dicembre 1984  |          |
| 39 | Non piangere Aoi 「涙にお別れ友情スクラム」 - Namida ni owakare yuujou scrum                                            | 25 dicembre 1984  |          |
| 40 | Il ritorno di Ria 「お助け人りろちゃん走りすぎ」 - Otasuke Riyo chan hashirisugi                                        | 8 gennaio 1985    |          |
| 41 | Il guerriero misterioso 「敵か味方か!? ナゾの戦士」 - Teki ka mikata ka!? Nazo no senshi                                | 15 gennaio 1985   |          |
| 42 | L'ultima metamorfosi 「ポドリムスで最後の変身!」 - Botoryumu de saigo no henshi!                                        | 22 gennaio 1985   |          |
| 43 | La regina di Podreams 「リメルを倒したドリムの秘密」 - Rimel o taoshita dream no himitsu                                | 29 gennaio 1985   |          |
| 44 | Miku ricorda 「美紅とアオイとあらたな決意」 - Miku to Aoi to araretana ketsui                                           | 5 febbraio 1985   |          |
| 45 | L'uomo dei sogni 「衝撃! キータクラーの正体?」 - Shogeki! Kitakura no shotai                                            | 12 febbraio 1985  |          |
| 46 | L'amore di Kenta per Miku 「お別れ美紅と初体験」 - Owakare Miku to sho taiken                                           | 19 febbraio 1985  |          |
| 47 | Addio Aoi, ma un giorno ci rivedremo 「さよならアオイまた会う日まで」 - Sayonara Aoi mata aou hi made                   | 26 febbraio 1985  | 2004     |

### Videogioco
Dalla serie è stato tratto anche un videogioco d'avventura visual novel sviluppato da TamTam e pubblicato da Enix per NEC PC-8801 e per altri computer nipponici nel novembre 1984. Il titolo, uscito esclusivamente in Giappone, presenta un'interfaccia punta e clicca dove il giocatore utilizzerà un cursore per interagire con gli oggetti presenti sullo schermo, in maniera simile a Planet Mephius e alla versione NES di Portopia Renzoku Satsujin Jiken.

## Accoglienza
Dalla serie sono stati tratti diversi gadget, tra cui delle statuette in PVC raffiguranti alcuni dei personaggi.
Dal 30 marzo al 16 aprile 2012 si è tenuta una mostra dedicata all'autore Masakazu Katsura presso il Parco Factory di Shibuya, dove stati esposti alcuni gadget ispirati alle sue opere, tra cui alcuni dedicati a Wingman.
Il sito web Goo Ranking ha intervistato 2 310 lettori di Weekly Shōnen Jump tra il 19 giugno e il 3 luglio 2020 e questi hanno classificato la serie al nono posto tra quelle più commoventi pubblicate dalla rivista.